# Pothyne rugifrons
Pothyne rugifrons är en skalbaggsart som beskrevs av J. Linsley Gressitt 1940. Pothyne rugifrons ingår i släktet Pothyne och familjen långhorningar. Inga underarter finns listade i Catalogue of Life.